# خوش‌خوان شکم‌حنایی
خوش‌خوان شکم‌حنایی (نام علمی: Euphonia rufiventris) نام یک گونه از سرده سهره‌های خوش‌خوان است.